# Antonio Cruz Villalón
Antonio Cruz Villalón (Sevilla, 1948), es un arquitecto español, que forma parte del estudio de arquitectura Cruz y Ortiz Arquitectos, junto a Antonio Ortiz.

## Biografía
Titulado por la ETSAM en 1971, comienza en ese mismo año su colaboración profesional con Antonio Ortiz. 

### Experiencia docente
- 1974-1975 Profesor de Proyectos en la ETSA Sevilla.
- 1987-1989 Profesor invitado de Proyectos del Eidgenössische Technische Hochschule (ETH), Zürich.
- 1989-1990 Profesor invitado de Proyectos de la Graduate School of Design. Harvard University has University.
- 1992 Profesor invitado de Proyectos en el Department of Architecture. Corell University.
- 1992-93 Profesor invitado de Proyectos en la École Polytechnique Fédérale de Lausanne (EPFL)
- 1994-1995 Profesor invitado de Proyectos en la Graduate School of Design, Harvard University.
- 1998 Profesor invitado de Proyectos, Graduate School of Design, Columbia University.
- 2000-2001 Profesor invitado, Escuela de Arquitectura de la Universidad de Navarra.
- 2002 Kenzo Tange Visiting Design Critic, Graduate School of Design, Harvard University.
- 2004 Profesor honorario de la Universidad de Sevilla.